# Muir (efternamn)
Muir är namnet på en skotsk klan och därmed ett traditionellt skotskt efternamn. Det ingår i geografiska namn, speciellt i skotska namn på hedar. 

## Personer med efternamnet Muir
- Frederick Arthur Godfrey Muir (1872–1931), brittisk entomolog
- Henrietta Muir Edwards (1849–1931), kanadensisk kvinnorättsaktivist
- Jean Muir (1911–1996), amerikansk skådespelare
- John Muir, flera personer
  - John Muir (filolog) (1810–1882), skotsk sanskritist
  - John Muir (naturforskare) (1838–1914), skotsk-amerikansk naturforskare och naturvårdare
- Ramsay Muir (1872–1941), engelsk historiker
- William Muir (1827–1905), skotsk orientalist